# Sohlschwelle

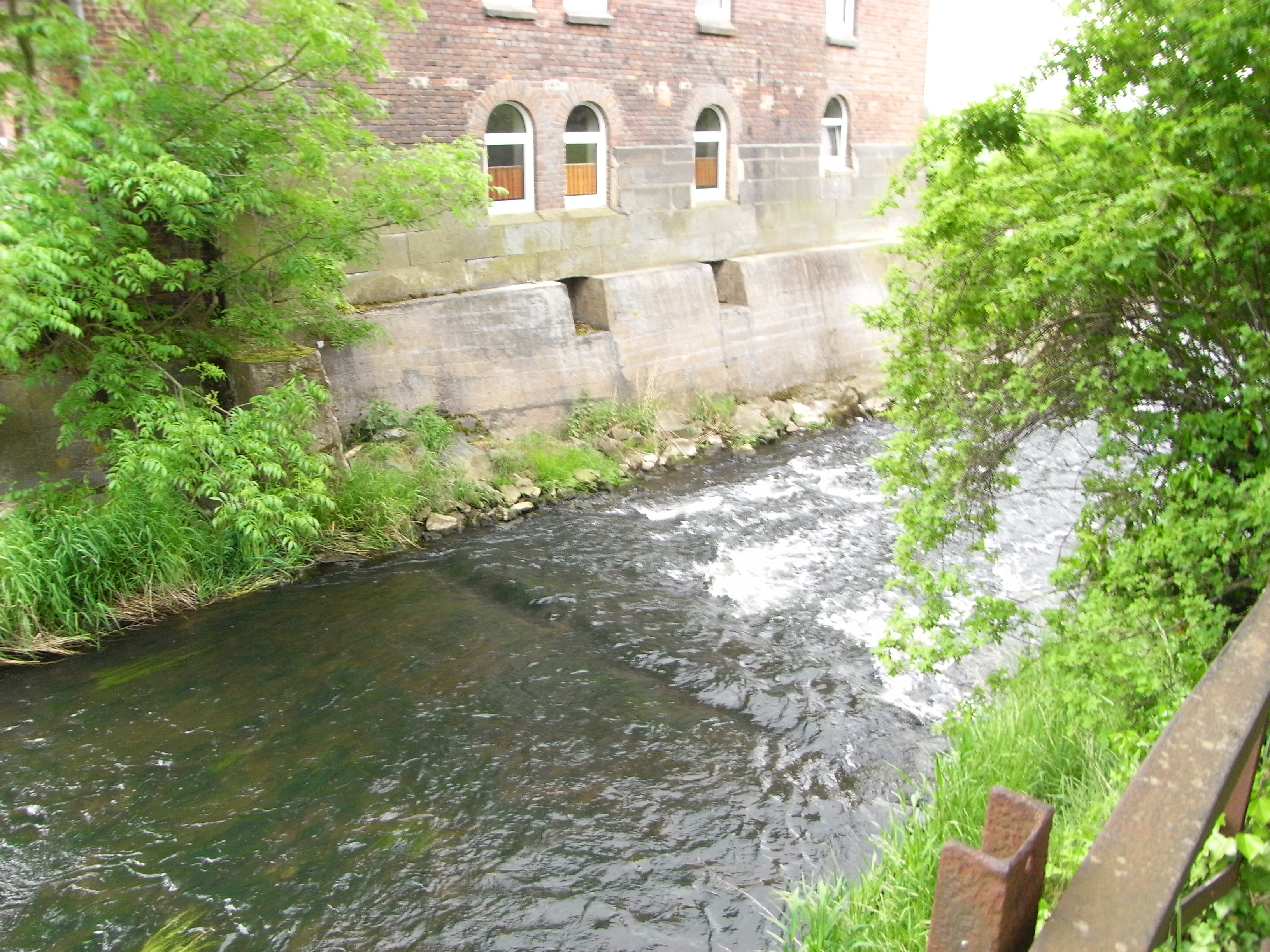
Sohlabsturz der Fuhse in Steinbrück

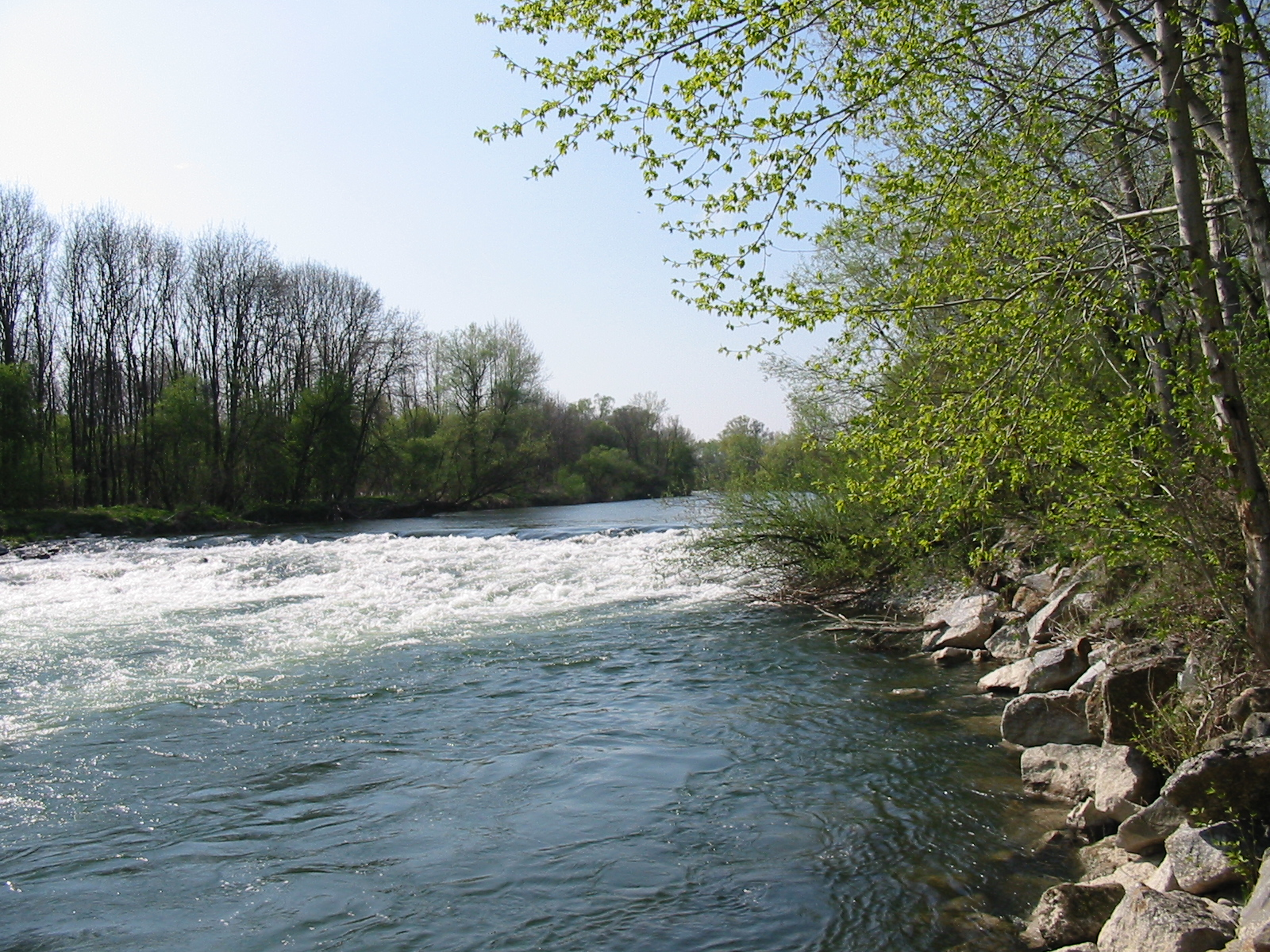
Sohlschwelle in der Ybbs bei Amstetten, Greimpersdorf

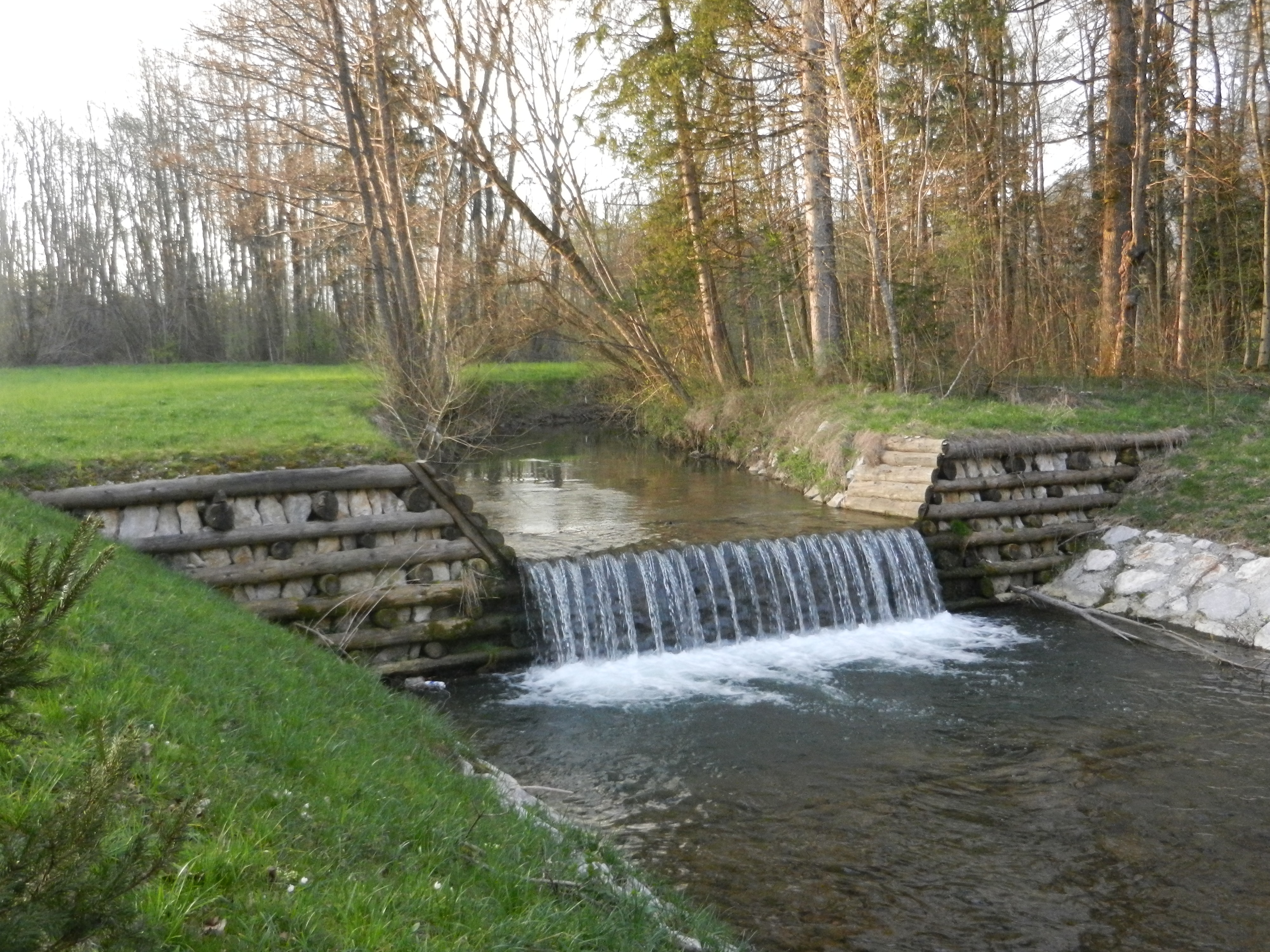
Eine Krainerwand als Sohlschwelle

Eine Sohlschwelle, auch Sohlabsturz, in Österreich auch Sohlgurt genannt (engl. low weir), ist ein quer zur Strömungsrichtung eines Flusses verlaufendes Regelbauwerk, das dessen Tiefenerosion vermindert. Übliche Bauformen sind Steinaufschüttungen, Pfahlreihen, Krainerwände oder Betonschwellen.
Sohlschwellen haben den Nachteil, dass sie von aquatischen Lebewesen nicht überwunden werden können. Man baut sie deshalb häufig um zu:
- Sohlgleiten (Gefälle 1:20 bis 1:30)
- Sohlrampen (1:3 bis 1:10).